# Adi Bielski
Adi Bielski (en hebreo: עדי בילסקי; Jerusalén, 28 de enero de 1982) es una actriz israelí.

## Biografía
Nacida en Jerusalén, se crio en Ra'anana y desde los 3 años estudió 15 años danza clásica y ballet. Tras la educación secundaria, con 18 años realizó el servicio militar, donde sirvió de oficial y luego de comandante en un curso de suboficial. 
Estudió arte dramático en el SLA de Tel Aviv de 2004 a 2007.
En el teatro, interpretó el papel en la obra de una sola mujer de Pnina Gary Una historia de amor israelí en 2008 con la que ganó el premio a la mejor actriz de teatro alternativo y ese año también el papel de Maya en Alma y Ruth en el Teatro Beit Lessin.
Ha participado en varias películas y anuncios publicitarios.
Se casó en 2009 con el actor Yaniv Adani y tuvieron dos hijos en 2010 y 2012.